# Selopuro (Pitu)
Selopuro is een bestuurslaag in het regentschap Ngawi van de provincie Oost-Java, Indonesië. Selopuro telt 3899 inwoners (volkstelling 2010).